# (878) Mildred
(878) Mildred est un astéroïde de la ceinture principale, découvert le 6 septembre 1916 par les astronomes américains Seth Barnes Nicholson et Harlow Shapley depuis l'observatoire du Mont Wilson mais n'avait été observé que deux fois, il fut retrouvé en 1985.
Il est nommé en l'honneur de Mildred Shapley, la fille de Harlow Shapley et Martha Betz Shapley.